# 181-й гвардейский истребительный авиационный полк
181-й гвардейский истребительный авиационный Сталинградский  полк (181-й гв. иап) — воинская часть Военно-воздушных сил (ВВС) Вооружённых Сил РККА, принимавшая участие в боевых действиях Великой Отечественной войны и в Корейской войне.

## Наименования полка
За весь период своего существования полк несколько раз менял своё наименование:
- 239-й истребительный авиационный полк;
- 239-й истребительный авиационный Сталинградский полк;
- 181-й гвардейский истребительный авиационный Сталинградский полк;
- 181-й гвардейский истребительный авиационный Сталинградский полк ПВО;
- Войсковая часть (Полевая почта) 35532.

| Ла-7 | Ла-5 | ЛаГГ-3 |

## Создание полка
181-й гвардейский  истребительный авиационный Сталинградский полк образован переименованием 19 августа 1944 года 239-го Сталинградского истребительного авиационного полка в гвардейский за образцовое выполнение боевых задач и проявленные при этом мужество и героизм

## Расформирование полка
181-й гвардейский истребительный авиационный Сталинградский полк был расформирован 22 апреля 1960 года в 133-й истребительной авиационной дивизии ПВО на аэродроме Сокеркино (Кострома) Московского округа ПВО.

## В действующей армии
В составе действующей армии:
- с 19 августа 1944 года по 11 мая 1945 года.

## Командиры полка
- майор, подполковник Курочкин Алексей Иннокентьевич[3], 06.1941 — 30.09.1943
- майор Ванжа Вакула Николаевич[3], 01.10.1943 — 10.1944
- майор, Мурашев Алексей Андрианович[3], 10.1944 — 06.1945

## В составе соединений и объединений
| Период        | Фронт (округ)               | армия                                   | корпус                                     | дивизия                                                 | примечание                            |
| ------------- | --------------------------- | --------------------------------------- | ------------------------------------------ | ------------------------------------------------------- | ------------------------------------- |
| 05.08.1944 г. | 4-й Украинский фронт        | 8-я воздушная армия                     | 10-й истребительный авиационный корпус     | 235-я истребительная авиационная дивизия                | Ла-5                                  |
| 19.08.1944 г. | 4-й Украинский фронт        | 8-я воздушная армия                     | 10-й истребительный авиационный корпус     | 15-я гвардейская истребительная авиационная дивизия     | полк переименован в гвардейский, Ла-5 |
| 11.05.1945 г. | 4-й Украинский фронт        | 8-я воздушная армия                     | 10-й истребительный авиационный корпус     | 15-я гвардейская истребительная авиационная дивизия     | Ла-5                                  |
| 25.08.1946 г. | Прикарпатский военный округ | 8-я воздушная армия                     | 10-й истребительный авиационный корпус     | 15-я гвардейская истребительная авиационная дивизия     | Ла-7                                  |
| 01.05.1946 г. | Прикарпатский военный округ | 14-я воздушная армия                    | 10-й истребительный авиационный корпус     | 15-я гвардейская истребительная авиационная дивизия     | Ла-7                                  |
| 10.01.1949 г. | Прикарпатский военный округ | 57-я воздушная армия                    | 52-й истребительный авиационный корпус     | 15-я гвардейская истребительная авиационная дивизия     | МиГ-9                                 |
| 01.06.1949 г. | ПВО                         | 20-я воздушная истребительная армия ПВО | 32-й истребительный авиационный корпус ПВО | 15-я гвардейская истребительная авиационная дивизия ПВО | МиГ-9                                 |
| 01.10.1950 г. |                             |                                         | 64-й истребительный авиационный корпус     | 15-я гвардейская истребительная авиационная дивизия ПВО | МиГ-15                                |
| 01.03.1952 г. | ПВО                         | Московский округ ПВО                    | 56-й истребительный авиационный корпус ПВО | 94-я истребительная авиационная дивизия ПВО             | МиГ-15                                |
| 14.02.1958 г. | ПВО                         | Московский округ ПВО                    | 56-й истребительный авиационный корпус ПВО | 133-я истребительная авиационная дивизия ПВО            | МиГ-17                                |
| 22.04.1960 г. | ПВО                         | Московский округ ПВО                    | 56-й истребительный авиационный корпус ПВО | 133-я истребительная авиационная дивизия ПВО            | полк расформирован, МиГ-17            |

## Участие в операциях и битвах
- Ясско-Кишиневская операция — с 20 августа 1944 года по 29 августа 1944 года.
- Карпатско-Дуклинская операция — с 8 сентября 1944 года по 28 октября 1944 года.
- Восточно-Карпатская операция — с 8 сентября 1944 года по 28 октября 1944 года.
- Западно-Карпатская операция — с 12 января 1945 года по 18 февраля 1945 года.
- Моравско-Остравская наступательная операция — с 10 марта 1945 года по 5 мая 1945 года.
- Пражская операция — с 6 мая 1945 года по 11 мая 1945 года.
- организация ПВО КНР — с октября 1950 года по 1952 год

## Благодарности Верховного Главнокомандующего

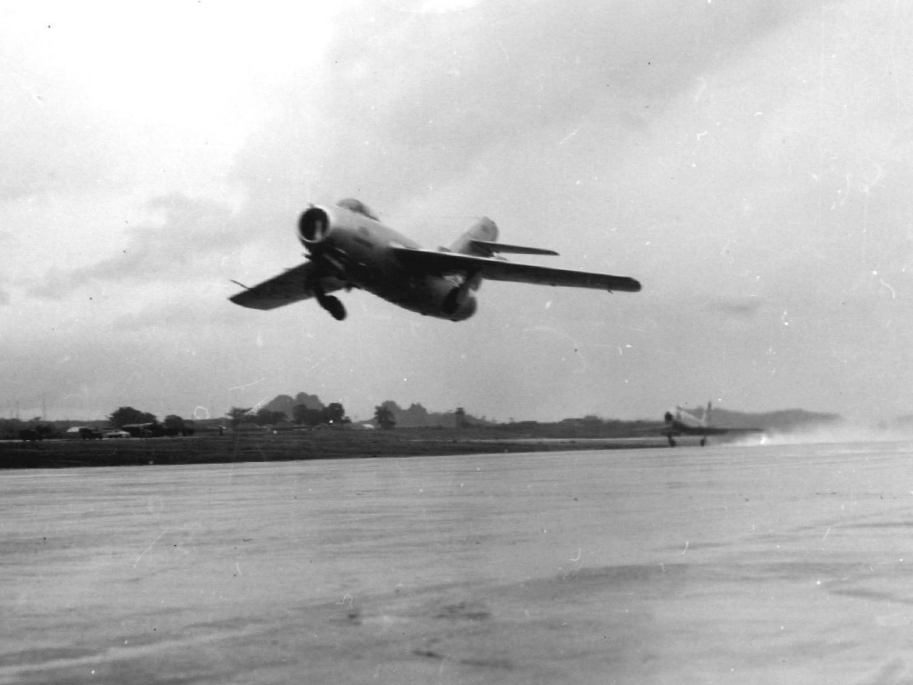
МиГ-15

Верховным Главнокомандующим дивизии объявлены благодарности:
- За овладение овладение городом Бельско[4]
- За овладение городом Опава[5]
- За овладение городами Моравска-Острава, Жилина[6]
- За овладение городом Цешин — важным узлом дорог и сильным опорным пунктом обороны немцев[7]
- За овладение городом Оломоуц[8]

## Отличившиеся воины
- Басулин Евгений Дмитриевич, капитан, командир эскадрильи 239-го истребительного авиационного полка 235-й истребительной авиационной дивизии 10-го истребительного авиационного корпуса 2-й воздушной армии 28 сентября 1943 года удостоен звания Герой Советского Союза. Золотая Звезда № 1210
- Блохин Иван Иванович, майор, штурман 239-го истребительного авиационного полка 235-й истребительной авиационной дивизии 10-го истребительного авиационного корпуса 2-й воздушной армии 28 сентября 1943 года удостоен звания Герой Советского Союза. Золотая Звезда № 1691
- Дудниченко Виктор Маркович, старший лейтенант, заместитель командира эскадрильи 239-го истребительного авиационного полка 235-й истребительной авиационной дивизии 10-го истребительного авиационного корпуса 2-й воздушной армии 1 июля 1944 года удостоен звания Герой Советского Союза. Золотая Звезда № 2382
- Кузьмин Георгий Павлович, капитан, командир эскадрильи 239-го истребительного авиационного полка 235-й истребительной авиационной дивизии 2-го смешанного авиационного корпуса 8-й воздушной армии Указом Президиума Верховного Совета СССР 28 апреля 1943 года удостоен звания Герой Советского Союза. Золотая Звезда № 931
- Лавроненко Иван Васильевич, старший лейтенант, заместитель командира эскадрильи 239-го истребительного авиационного полка 235-й истребительной авиационной дивизии 10-го истребительного авиационного корпуса 2-й воздушной армии 26 октября 1944 года удостоен звания Герой Советского Союза. Посмертно
- Балясников Алексей Иванович, капитан, командир эскадрильи 181-го гвардейского истребительного полка 15-й гвардейской истребительной авиационной дивизии 10-го истребительного авиационного корпуса 8-й воздушной армии 23 февраля 1945 года удостоен звания Героя Советского Союза. Золотая Звезда № 7315
- Голячков Леонид Дмитриевич, майор, штурман 181-го гвардейского истребительного полка 15-й гвардейской истребительной авиационной дивизии 10-го истребительного авиационного корпуса 8-й воздушной армии 15 мая 1946 года удостоен звания Героя Советского Союза. Золотая Звезда № 9058

## Статистика боевых действий
Всего за годы Великой Отечественной войны полком:
| Выполнено боевых вылетов | Сбито самолётов в воздухе | Уничтожено самолётов всего |
| ------------------------ | ------------------------- | -------------------------- |
| 10187                    | 301                       | 346                        |

Свои потери:
| Потеряно самолётов, всего | Погибло лётчиков всего | Погибло лётчиков в воздушных боях | Не вернулись с боевого задания | Погибло при налётах и прочие небоевые потери | Погибло в авиакатастрофах и умерло от ран |
| ------------------------- | ---------------------- | --------------------------------- | ------------------------------ | -------------------------------------------- | ----------------------------------------- |
| 176                       | 79                     | 40                                | 26                             | 1                                            | 12                                        |

## Базирование
| Период         | Аэродром                        |
| -------------- | ------------------------------- |
| 5.45 — 7.45    | Обер-Глогау, Германия           |
| 7.45 — 6.49    | Городок, Львовская область      |
| 6.49 — 10.50   | Саваслейка, Горьковская область |
| 10.50 — 3.52   | Пекин, Китай                    |
| 3.52 — 14.2.58 | Саваслейка, Горьковская область |
| 14.2.58 — 4.60 | Сокеркино,Костромская область   |

## Самолёты на вооружении
| Период      | Самолёты |
| ----------- | -------- |
| 1941 — 1942 | ЛаГГ-3   |
| 1942 — 1942 | Як-1     |
| 1942 — 1945 | Ла-5     |
| 1945 — 1948 | Ла-7     |
| 1948 — 1950 | МиГ-9    |
| 1950 — 1954 | МиГ-15   |
| 1954 — 1960 | МиГ-17   |